# Apagón de llama
En aviación se conoce como apagón de llama (flameout, en inglés) a la descarga de un motor de reacción causada por la extinción de la llama en la cámara de combustión. Esto puede suceder por varios factores, entre ellos falta de combustible, pérdida de compresión, falta de oxígeno (a grandes alturas), daños por elementos ajenos (como por ejemplo aves, granizo o ceniza volcánica), inclemencias del tiempo, fallos mecánicos y temperaturas muy bajas.

## Turbina de reencendido
Los primeros motores a reacción eran propensos a apagarse después de perturbaciones en el flujo de aire de entrada o movimientos repentinos o inapropiados de la palanca de empuje, lo que resultaba en proporciones incorrectas de aire y combustible en la cámara de combustión. Los motores modernos son mucho más robustos a este respecto y, a menudo, se controlan digitalmente, lo que permite un control significativamente más efectivo de todos los parámetros del motor para evitar apagones e incluso iniciar un reinicio automático si se produce un apagón.
Los apagados ocurren con mayor frecuencia en configuraciones de potencia intermedia o baja, como en crucero y descenso. Para evitar un apagado de llama cuando las condiciones atmosféricas u operativas lo propician, los sistemas de control del motor suelen proporcionar una función de encendido continuo. Los encendedores normalmente se usan solo al arrancar el motor, hasta que la llama en la cámara de combustión se vuelve autosuficiente. En cambio, con el encendido continuo, los encendedores se encienden continuamente cada segundo o menos, de modo que si se produce un apagado, la combustión se puede restaurar de inmediato.
Hay un sistema de reencendido para que la turbina vuelva a funcionar si se produce un apagón de llama en pleno vuelo.